# Phengodes plumosa
Phengodes plumosa là một loài bọ cánh cứng trong họ Phengodidae. Loài này được Oliver miêu tả khoa học năm 1790.